# Ukraińska Rada Narodowa (Lwów)
Ukraińska Rada Narodowa – rada (mająca charakter „przedparlamentu”) utworzona 30 lipca 1941 we Lwowie przez frakcję rewolucyjną Organizacji Ukraińskich Nacjonalistów.
Powstała z Rady Seniorów, powstałej na zebraniu 6 lipca 1941 po utworzeniu rządu Jarosława Stećki, złożonej z 16 członków. Przewodniczącym Rady Seniorów został Kost Łewycki, honorowym przewodniczącym metropolita Andrzej Szeptycki, a członkami Rady: biskup Josyf Slipyj, o. Hawryło Kostelnyk, o. Julijan Dzerowycz, J. Fedusewycz, Iwan Filipowycz, R. Zajaczkiwśkyj, Ł. Turczyn, Jarosław Bilenkyj, o. Barylak, J. Stefanowycz, W. Radzykewycz, Mychajło Stepaniak, S. Dmochowśkyj. 7 lipca odbyło się pierwsze spotkanie Rady w Pałacu Metropolity, a kolejne 9 lipca. Rada Seniorów uznała Organizację Ukraińskich Nacjonalistów za główną siłę dążącą do uzyskania niepodległości przez Ukrainę i poparła rząd Jarosława Stećki, z zastrzeżeniem, że walki pomiędzy dwoma odłamami OUN (OUN-B i OUN-M) zostaną wstrzymane.
30 lipca Rada Seniorów przekształciła się w Ukraińską Radę Narodową, mającą reprezentować ukraińską ludność Galicji, Wołynia i Chełmszczyzny przed władzami niemieckimi. Jednocześnie liczebność Rady zwiększono do 30 członków, a później do 45.
Przewodniczącym Rady został Kost Łewycki, zastępcami o. Julian Dzerowycz i Łuka Turczyn, sekretarzem Jarosław Biłeńkyj (po utworzeniu Prezydium sekretarzem został Hryhorij Myketej). Wśród członków Rady znajdowali się: arcybiskup Josyf Slipyj, o. Hawryło Kostelnyk, Marian Panczyszyn, Wasyl Simowycz, Julijan Pawłykowśki, Andrij Palij, Mychajło Stefaniwśkyj, Mychajło Wołoszyn, Wołodymyr Zahajkewycz, Kost Pankiwski, Borys Kozubski, Serhij Chrucki. Protektorem i honorowym przewodniczącym Rady był metropolita Andrzej Szeptycki.
22 lipca 1941 Rada zaprotestowała przeciw zamiarom włączenia Galicji Wschodniej do Generalnego Gubernatorstwa, jako dystryktu galicyjskiego. Osobny list protestacyjny do ministra spraw zagranicznych III Rzeszy Joachima von Ribbentropa wystosował metropolita Szeptycki. We wrześniu 1941 Rada wystosowała memorandum do gubernatora Hansa Franka w obronie interesów ukraińskiej Galicji.
31 lipca 1941 Rada utworzyła organ wykonawczy, mający utrzymywać kontakty z władzami niemieckimi – Sekretariat Generalny, któremu przewodniczył Kost Pankiwśkyj. Rada koordynowała działalność utworzonego we wrześniu 1941 Ukraińskiego Komitetu Krajowego, będącego reprezentacją wobec niemieckich władz okupacyjnych.
W listopadzie 1941 władze niemieckie zaczęły utrudniać funkcjonowanie Rady, po śmierci Kostia Łewyćkiego (12 XI) jej pozycja wyraźnie osłabła, nie była w praktyce uznawana przez Niemców. List metropolity Szeptyckiego do Heinricha Himmlera protestujący przeciw Holocaustowi galicyjskich Żydów i wciąganiu do tej akcji Ukraińskiej Policji Pomocniczej stał się pretekstem do oficjalnego rozwiązania Rady przez okupanta, co nastąpiło 1 marca 1942. 27 lutego 1942, w zamiarze ustrzeżenia członków Rady od represji, jej kierownictwo ogłosiło samorozwiązanie Rady.
Po wymuszonym połączeniu Ukraińskiego Komitetu Krajowego z Ukraińskim Komitetem Centralnym, co nastąpiło w marcu 1942, zrekonstruowany w ten sposób UKC był jedyną reprezentacją społeczności ukraińskiej w Generalnym Gubernatorstwie wobec niemieckich władz okupacyjnych.